# Tombe du Soldat inconnu (Łódź)
 (août 2014).
Si vous disposez d'ouvrages ou d'articles de référence ou si vous connaissez des sites web de qualité traitant du thème abordé ici, merci de compléter l'article en donnant les références utiles à sa vérifiabilité et en les liant à la section « Notes et références ».

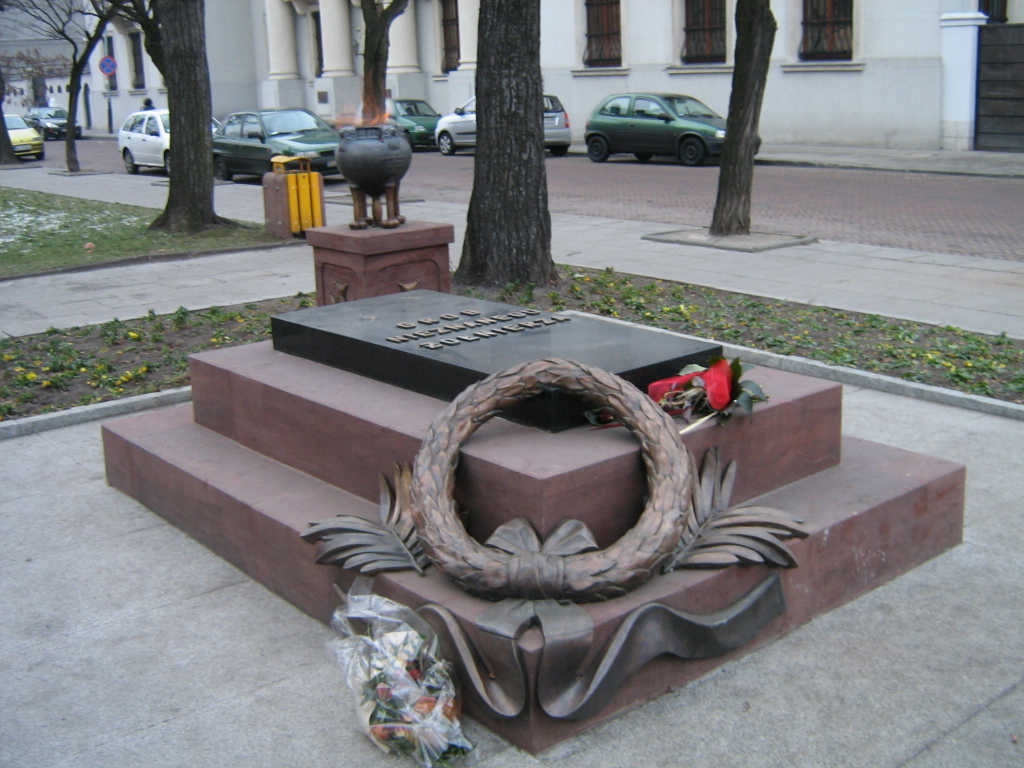
Illustration

La Tombe du soldat inconnu de Łódź (en Pologne) est située devant la cathédrale. Elle a été édifiée en 1924. C'est la troisième tombe de soldat inconnu de Pologne avec celle de Varsovie et de Cracovie.

## Liens
- Tombe du Soldat inconnu
- Tombe du Soldat inconnu (Varsovie)
- Tombe du Soldat inconnu (Cracovie)
- Histoire de la Pologne